# مورغان توماس
مورغان توماس (بالإنجليزية: Morgan Thomas)‏ هو جراح أسترالي، ولد في 15 ديسمبر 1824، وتوفي في 8 مارس 1903.